# Peter Cooper
Peter Cooper (Nueva York, 12 de febrero de 1791 - 4 de abril de 1883) fue un industrial, inventor, filántropo, y político estadounidense. Diseñó y construyó la primera locomotora de vapor en los Estados Unidos, el Tom Thumb, estableció el Cooper Union, y sirvió como el candidato del Partido de los Billetes Verdes durante las elecciones presidenciales de 1876. Entonces Cooper tenía 85 años, y es el nominado presidencial más antiguo de la historia de los Estados Unidos.

## Primeros años
Peter Cooper nació en la ciudad de Nueva York de una familia de origen holandés, inglés y hugonote. Su padre era John Cooper, un sombrero metodista de Newburgh, Nueva York. Trabajó como aprendiz, ebanista, sombrerero, cervecero y tendero, pero era siempre un inventor. Inventó una máquina para esquilar tela y una cadena para jalar gabarras en el nuevo canal de Erie.
En 1821, Cooper compró una fábrica de pegamento en la Isla de Manhattan en Kips Bay, donde tenía acceso a materiales de los mataderos de cerca. Sacó provechos por muchos años e inventó nuevas maneras de producir pegamentos, cementos, gelatinas, cola de pescado, y otros productos. Cooper se convirtió en el proveedor principal para los curtidores, fábricas de pintura y comerciantes de productos secos en la Ciudad.

## Carrera de negocios

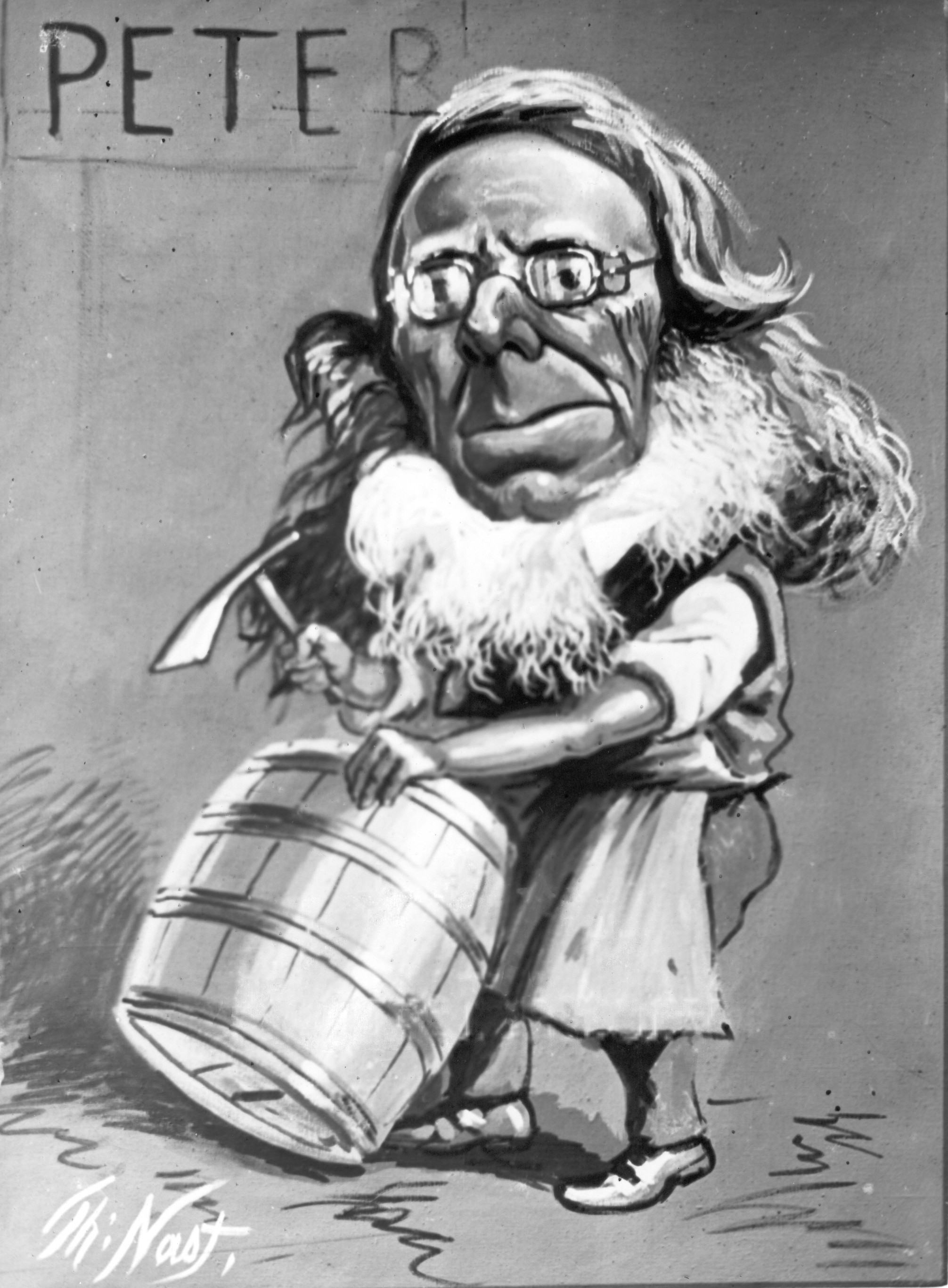
Caricatura de Peter Cooper por Thomas Nast

Convencido de que el propuesto Ferrocarril de Baltimore y Ohio aumentaría el precio de la tierra en  Maryland, Cooper utilizó sus provechos para comprar tierra allí y empezó a desarrollarla. Mientras aplanando colinas y drenando pantanos, Cooper descubrió mineral de hierro en su terreno. Cooper estableció el Canton Iron Works en Baltimore para vender rieles de hierro al Ferrocarril de Baltimore y Ohio, y cuando el Ferrocarril enfrentó problemas técnicos, Cooper desarrolló la locomotora de vapor Tom Thumb en 1829. Construida a partir de viejas partes, la Tom Thumb fue la primera locomotora de vapor creada en los Estados Unidos, y resultó ser un gran éxito. Inversores compraron valores en el Ferrocarril B&O, el que entonces compró los rieles de hierro de Cooper.
Cooper empezó a operar una fábrica de laminación de hierro en Nueva York en 1836, donde fue el primero en usar la antracita para pudelar el hierro. Cooper trasladó la fábrica a Trenton, Nueva Jersey para que estuviera más cerca de las fuentes de los materiales requeridos. Más tarde su hijo y yerno Edward Cooper y Abram S. Hewitt convirtieron la fábrica de Trenton en un gran complejo que empleó 2000 personas.
Cooper también operó una fábrica de pegamentos en Gowanda, Nueva York que produjo pegamento durante décadas. Gowanda, por eso, llegó a ser conocido como la capital de pegamento en América.
Más tarde Cooper invirtió en inmuebles y seguros, y llegó a ser uno de los hombres más ricos de Nueva York. A pesar de esto, vivía simplemente en una edad cuando los ricos estaban poniéndose cada vez más ostentosos. Vestía ropa muy sencilla y sólo tenía dos criados; cuando su esposa compró un carruaje muy caro, Cooper lo cambió por uno más barato y sencillo. Cooper permaneció en su casa en Fourth Avenue y 28th Street aún después de la introducción de zonas de carga en su barrio, aunque se mudó al barrio más refinado de Gramercy Park en 1850.
En 1854, Cooper se unió con cuatro hombres en la casa de Cyrus West Field para establecer el New York, Newfoundland and London Telegraph Company, y en 1855 estableció el American Telegraph Company, el que compró competidores y estableció el control sobre la red de telégrafos en el este de los Estados Unidos. Ayudó a supervisar el cable telegráfico transatlántico en 1858.

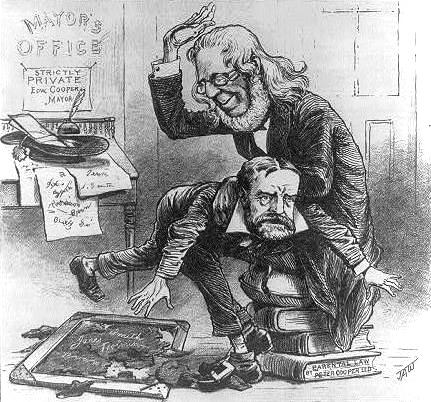
Una caricatura de la revista Puck de 1879 muestra a Cooper dando una azotaina a su hijo el alcalde Edward Cooper

## Carrera política
En 1840, Cooper fue elegido concejal de Nueva York.
Antes de la guerra de Secesión, Cooper era parte del movimiento abolicionista e intentó aplicar los principios cristianos para resolver la injusticia social. Apoyó la Unión durante la guerra.
Influenciado por los escritos de Lydia Maria Child, Cooper se involucró en el movimiento de reforma india y ayudó a organizar la Comisión India de los Estados Unidos. Esta organización era dedicada a la protección y elevación de los indios en los Estados Unidos y la eliminación de guerra en los territorios occidentales.
Los esfuerzos de Cooper resultaron en la formación del Consejo de Comisionados Indios, el que supervisó la política de paz de Ulysses S. Grant. Entre 1870 y 1875, Cooper patrocinó delegaciones indias en Washington D. C., Nueva York y otras ciudades. Estas delegaciones se unieron con defensores de derechos indios y hablaron públicamente en la política india en los Estados Unidos. Los oradores incluyeron a Nube Roja y una delegación de indios de las tribus Modoc y Klamath
Cooper era un fuerte crítico del estándar de oro y el sistema basado en deuda de la moneda bancaria. Durante la depresión desde 1873 hasta 1878, decía que la usura era el mayor problema político del momento. En su lugar, hablaba a favor de una moneda de notas estadounidenses basadas en el crédito y emitidas por el gobierno.

### Candidatura presidencial
En las elecciones presidenciales de 1876, el Partido de los Billetes Verdes convenció a Cooper de ser candidato, sin esperanzas de ser elegido. Su candidato vicepresidencial fue Samuel Fenton Cary. A la edad de 85 años, Cooper es la persona más antigua en ser el candidato presidencial de un partido político en los Estados Unidos. El republicano Rutherford Birchard Hayes ganó las elecciones.

### Familia

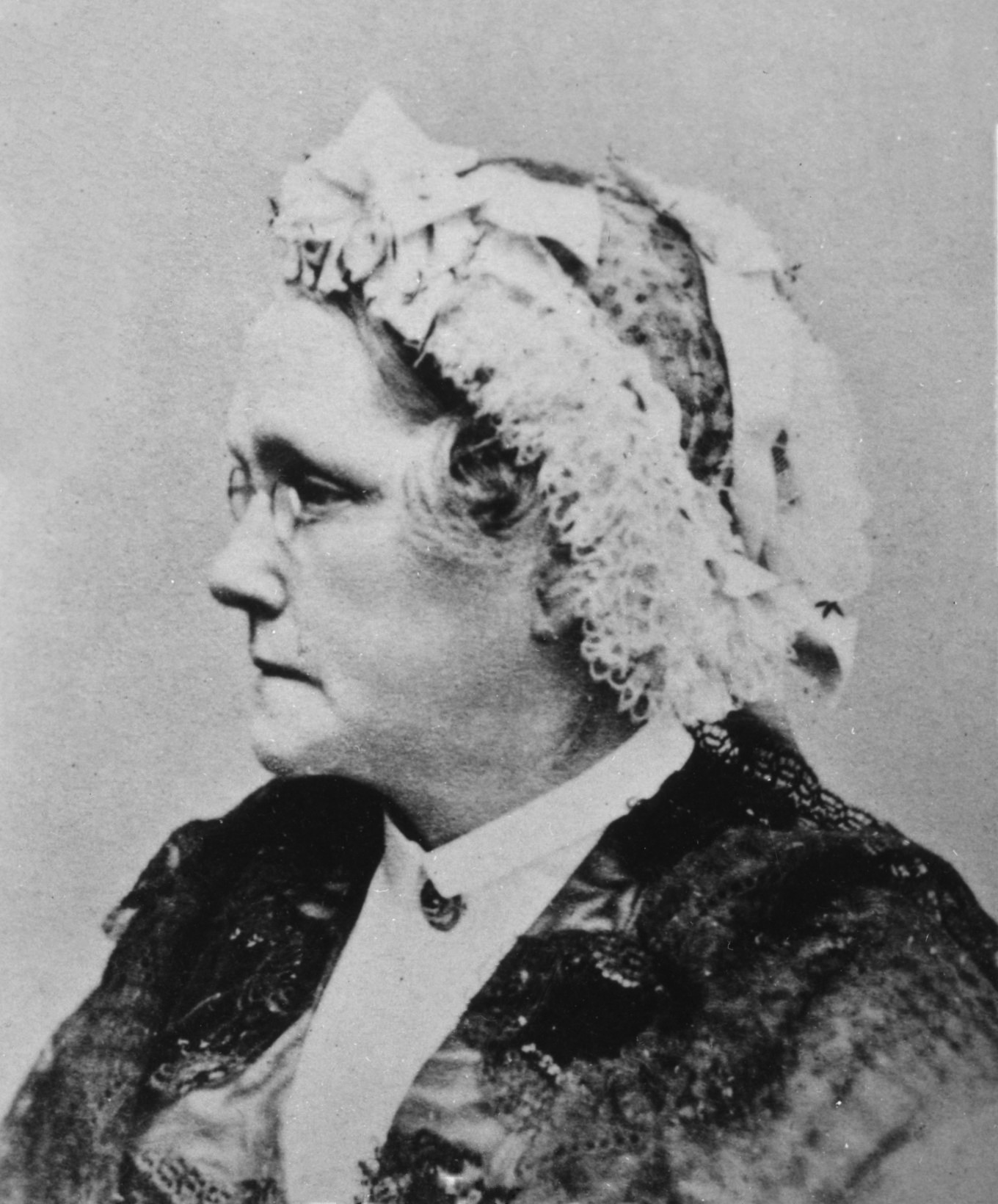
Sarah Cooper

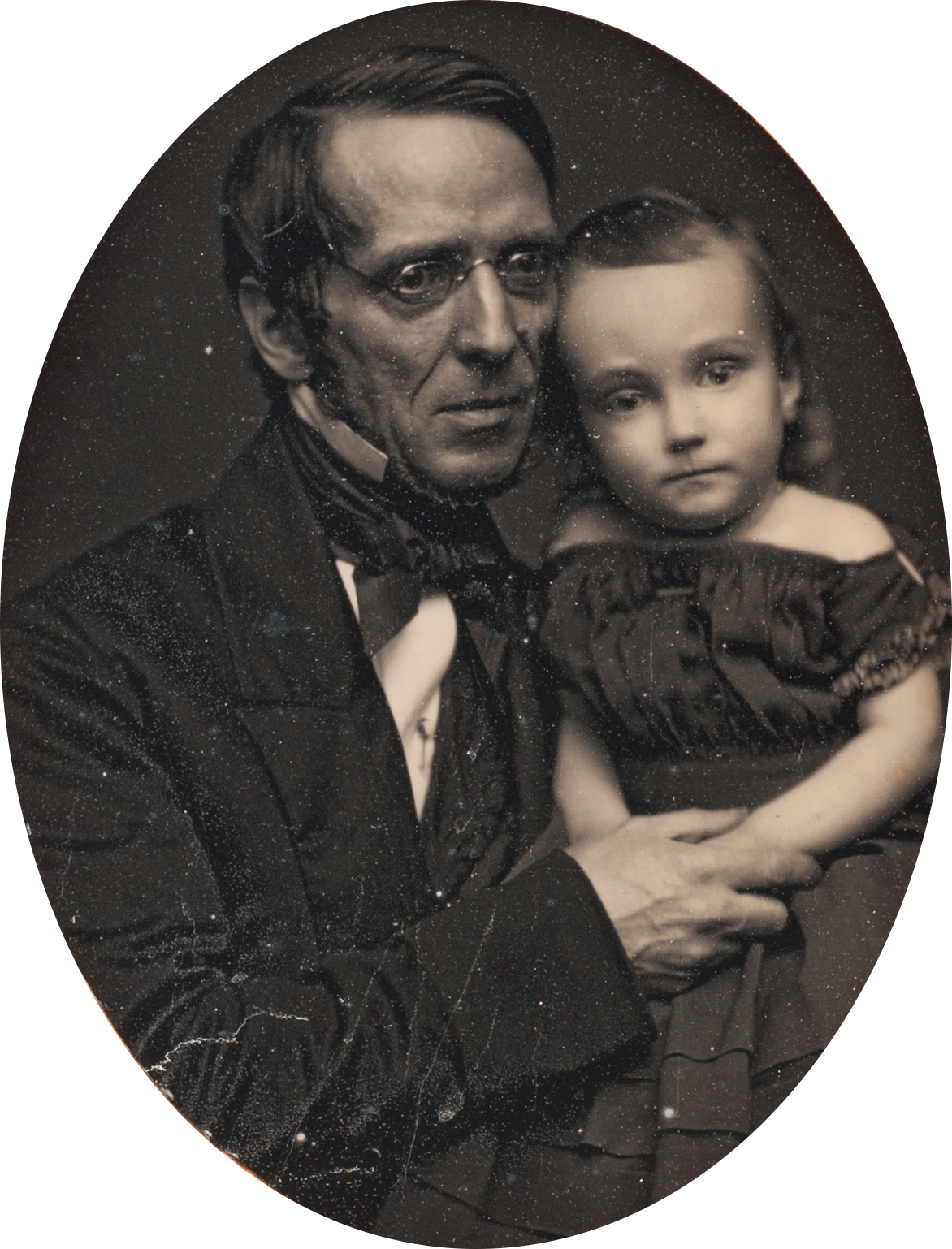
Peter Cooper con un niño, probablemente una de sus nietas.

In 1813, se casó con Sarah Bedell (1793–1869). Sólo dos de sus seis hijos sobrevivieron hasta la edad adulta, Edward y Sarah Amelia. Edward sirvió como Alcalde de Nueva York, y el esposo de Sarah Amelia, Abram S. Hewitt, también era inventor y industrialista.
Las nietas de Peter Cooper, Sarah Cooper Hewitt, Eleanor Garnier Hewitt, y Amy Hewitt Green, establecieron el Museo Nacional de Diseño Cooper-Hewitt en 1895.  Desde 1967 el museo ha sido parte del Instituto Smithsoniano.

## Cooper Union
Cooper tenía un interés en la educación de adultos; sirvió como el presidente de la Sociedad de Escuelas Públicas, la que dirigió las escuelas gratuitas de Nueva York, cuando la sociedad empezó a ofrecer clases nocturnas para adultos en 1848. Cooper tuvo la idea de un instituto gratuito en Nueva York, como la École Polytechnique en París, el que ofrecería la educación práctica gratuita en las ciencias y artes mecánicas, para preparar individuos de la clase trabajadora para el éxito en los negocios.
En 1853, comenzó la construcción del Cooper Union para el avance de las artes y ciencias, una universidad privada en Nueva York. El edificio se completó en 1859. Cooper Union ofreció clases nocturnas para mujeres además de hombres, aunque el 95% de estudiantes eran hombres. Cooper estableció una Escuela de Diseño para Mujeres, la que ofreció clases diurnas en el grabado, la litografía, la pintura de porcelana fina, y el dibujo.
Pronto el instituto llegó a ser una parte importante de la comunidad. El Great Hall fue un lugar donde se podía debatir las controversias de entonces, y, inusualmente, las opiniones radicales no eran excluidas. Además, la biblioteca del Union, a diferencia de las bibliotecas cercanas, estaba abierta hasta las diez de la noche para que la gente trabajadora pudiera utilizarla después de sus turnos.
Hoy en día Cooper Union es reconocido como una de las mayores universidades en los Estados Unidos para la arquitectura, la ingeniería, y el arte. Hasta el otoño de 2014, el Cooper Union proveyó cada estudiante con una beca completa.

## Filantropía
En 1851 Cooper ayudó a establecer el Children's Village, originalmente un orfanato llamado el "Asilo infantil de Nueva York," una de las organizaciones filantrópicas más antiguas de los Estados Unidos.

## Muerte y Legado
Cooper murió el 4 de abril de 1883 a la edad de 92 y está enterrado en el Cementerio de Green-Wood en Brooklyn.
Además del Cooper Union, el Peter Cooper Village en Manhattan; Peter Cooper Elementary School en Ringwood, Nueva Jersey; el Cooper School en Superior, Wisconsin, la Oficina Postal Cooper Station en Manhattan; el Parque Cooper en Brooklyn, Cooper Square en Manhattan, y Cooper Square en Hempstead, Nueva York, son nombrados en su honor.